# 2011-es Borsodi-teremlabdarúgó-bajnokság
A 2011-es Borsodi-teremlabdarúgó-bajnokság január 9-én Nyíregyházán rajtolt, és január 30-án Debrecenben fejeződött be. A tornán tizenkilenc csapat vett részt, amelyből hat csapat volt a döntő kör résztvevője. A Debreceni VSC automatikusan a bajnokság döntő körébe került. A Magyar Labdarúgó-szövetség legutóbb 2005-ben rendezett teremlabdarúgó-bajnokságot.
A teremlabdarúgó-bajnokságot az M2, a Magyar Televízió 2-es csatornája közvetítette.
A 2011-es Borsodi-teremlabdarúgó-bajnokságot a Debreceni VSC csapata nyerte.

## Lebonyolítás
A Magyar Labdarúgó-szövetség 2010-ben jelentette be, hogy 2011-ben hat év után újra megrendezi a teremlabdarúgó-bajnokságot. A sorsolást december 22-én készítették el. A bajnokság összdíjazása tizenkilenc millió forint volt, az első helyezett ötmillió forintot nyert.
Selejtezőnként két háromcsapatos csoportot sorsoltak ki, s a két csoportgyőztes játszotta a házidöntőt. A debreceni döntőben a három selejtező győztese, a két legjobb második, valamint a házigazda Debrecen vett részt.

### Résztvevők
A tornán tizenkilenc csapat vett részt. A selejtezőben tizennyolc csapat szerepelt, míg a döntő körben a Debreceni VSC csatlakozott a selejtezőből továbbjutó öt csapathoz, így alakult ki a hatos döntő mezőnye. A 2010–11-es magyar labdarúgó-bajnokság első osztályának csapatai közül a Budapest Honvéd, a Kaposvári Rákóczi, a Paks, a Videoton és a Zalaegerszeg nem vett részt a tornán. Helyettük több másodosztályú klubot kértek fel a részvételre, így lehetséges az, hogy a bajnokságban hét másodosztályú gárda is szerepelt. A második selejtező házigazdája Szeged volt. Az eredeti tervek szerint a város két harmadosztályú együttesének (KITE–Szeged, Tisza Volán) közös csapatával szerepelt volna a tornán, ám a Volán nem élt játékosainak szerepeltetésének jogával, így a vendég- illetve próbajátékosokkal kiegészülő KITE–Szeged volt az induló.

### Helyszínek
A döntőt a debreceni Főnix Csarnokban rendezték meg.
- Arena Savaria (Szombathely)
- Bujtosi Szabadidő Csarnok (Nyíregyháza)
- Debreceni Főnix Csarnok (Debrecen)
- Újszegedi sportcsarnok (Szeged)

### Játékszabályok
A bajnokságon külön erre a célra felépített műfüves pályán játszottak a részt vevő csapatok, a pálya mérete nagyobb volt, mint a hagyományos kispályáé. A játéktér 30x45 méteres, a kapuk pedig 5x2 méteresek. A csapatok öt mezőnyjátékossal és egy kapussal álltak fel. Egy mérkőzés 2x12 percig tartott.

## Selejtezők
| Jelmagyarázat                                                                |
| ---------------------------------------------------------------------------- |
| A csoportok első helyezettjei bejutnak a döntőbe.                            |
| A csoportok második, harmadik és negyedik helyezettje kiesik a bajnokságról. |

### Nyíregyháza

#### A csoport
| Csapat                | M | Gy | D | V | G+ | G– | Gk | P |
| --------------------- | - | -- | - | - | -- | -- | -- | - |
| Gyirmót               | 2 | 2  | 0 | 0 | 6  | 2  | +4 | 6 |
| Nyíregyháza Spartacus | 2 | 1  | 0 | 1 | 7  | 4  | +3 | 3 |
| MTK Budapest          | 2 | 0  | 0 | 2 | 1  | 8  | –7 | 0 |

| Mérkőzések                         | Mérkőzések |
| ---------------------------------- | ---------- |
| Nyíregyháza Spartacus–MTK Budapest | 5 – 1      |
| MTK Budapest–Gyirmót               | 0 – 3      |
| Nyíregyháza Spartacus–Gyirmót      | 2 – 3      |

#### B csoport
| Csapat         | M | Gy | D | V | G+ | G– | Gk | P |
| -------------- | - | -- | - | - | -- | -- | -- | - |
| Diósgyőri VTK  | 2 | 1  | 1 | 0 | 5  | 2  | +3 | 4 |
| Tatabánya      | 2 | 0  | 2 | 0 | 5  | 5  | 0  | 2 |
| Dunakanyar-Vác | 2 | 0  | 1 | 1 | 5  | 8  | –3 | 1 |

| Mérkőzések                   | Mérkőzések |
| ---------------------------- | ---------- |
| Diósgyőri VTK–Tatabánya      | 1 – 1      |
| Diósgyőri VTK–Dunakanyar-Vác | 4 – 1      |
| Tatabánya–Dunakanyar-Vác     | 4 – 4      |

#### Döntő
| 2011. január 9. 18:30 |

| Gyirmót               | 1–1               | Diósgyőri VTK                 |
| --------------------- | ----------------- | ----------------------------- |
| Lajtos 11' Böjte 13'  | (1–0) Jegyzőkönyv | Granát 16' Gohér 1' Dobos 13' |
| Büntetőpárbaj         |                   |                               |
| Homonyik Varga Kozmér | 2–3               | Lippai Dobos Gohér            |

|  |

### Szeged

#### A csoport
| Csapat       | M | Gy | D | V | G+ | G– | Gk | P |
| ------------ | - | -- | - | - | -- | -- | -- | - |
| Vasas        | 2 | 2  | 0 | 0 | 8  | 4  | +4 | 6 |
| Lombard Pápa | 2 | 1  | 0 | 1 | 10 | 6  | +4 | 3 |
| KITE–Szeged  | 2 | 0  | 0 | 2 | 3  | 11 | –8 | 0 |

| Mérkőzések               | Mérkőzések |
| ------------------------ | ---------- |
| KITE–Szeged–Vasas        | 1 – 4      |
| Vasas–Lombard Pápa       | 4 – 3      |
| KITE–Szeged–Lombard Pápa | 2 – 7      |

#### B csoport
| Csapat        | M | Gy | D | V | G+ | G– | Gk | P |
| ------------- | - | -- | - | - | -- | -- | -- | - |
| Szolnoki MÁV  | 2 | 1  | 0 | 1 | 3  | 2  | +1 | 3 |
| Ferencváros   | 2 | 1  | 0 | 1 | 3  | 3  | 0  | 3 |
| Kecskeméti TE | 2 | 1  | 0 | 1 | 4  | 5  | –1 | 3 |

| Mérkőzések                 | Mérkőzések |
| -------------------------- | ---------- |
| Kecskeméti TE–Szolnoki MÁV | 1 – 3      |
| Ferencváros–Szolnoki MÁV   | 1 – 0      |
| Ferencváros–Kecskeméti TE  | 2 – 3      |

#### Döntő
| 2011. január 15. 18:30 |

| Vasas                   | 1–1               | Szolnoki MÁV     |
| ----------------------- | ----------------- | ---------------- |
| Arsić 18'               | (0–1) Jegyzőkönyv | Balogh 8'        |
| Büntetőpárbaj           |                   |                  |
| Ferenczi Nikolov Németh | 3–2               | Mile Koós Remili |

|  |

### Szombathely

#### A csoport
| Csapat               | M | Gy | D | V | G+ | G– | Gk | P |
| -------------------- | - | -- | - | - | -- | -- | -- | - |
| Szombathelyi Haladás | 2 | 1  | 1 | 0 | 6  | 3  | +3 | 4 |
| Újpest               | 2 | 1  | 0 | 1 | 4  | 3  | +1 | 3 |
| Pécsi MFC            | 2 | 0  | 1 | 1 | 3  | 7  | –4 | 1 |

| Mérkőzések                     | Mérkőzések |
| ------------------------------ | ---------- |
| Szombathelyi Haladás–Pécsi MFC | 3 – 3      |
| Újpest–Pécsi MFC               | 4 – 0      |
| Szombathelyi Haladás–Újpest    | 3 – 0      |

#### B csoport
| Csapat     | M | Gy | D | V | G+ | G– | Gk | P |
| ---------- | - | -- | - | - | -- | -- | -- | - |
| Győri ETO  | 2 | 2  | 0 | 0 | 5  | 2  | +3 | 6 |
| BFC Siófok | 2 | 1  | 0 | 1 | 6  | 6  | 0  | 3 |
| REAC       | 2 | 0  | 0 | 2 | 2  | 5  | –3 | 0 |

| Mérkőzések           | Mérkőzések |
| -------------------- | ---------- |
| Győri ETO–BFC Siófok | 4 – 2      |
| REAC–BFC Siófok      | 2 – 4      |
| Győri ETO–REAC       | 1 – 0      |

#### Döntő
| 2011. január 23. 18:30 |

| Szombathelyi Haladás                         | 4–2               | Győri ETO                |
| -------------------------------------------- | ----------------- | ------------------------ |
| Kenesei 3' 9' Irhás 18' Halmosi 20' Tóth 23' | (1–1) Jegyzőkönyv | Völgyi 10' Ji-Paraná 24' |

|  |

## Döntő (Debrecen)

### A csoport
| Csapat        | M | Gy | D | V | G+ | G– | Gk | P |
| ------------- | - | -- | - | - | -- | -- | -- | - |
| Debreceni VSC | 2 | 2  | 0 | 0 | 5  | 3  | +2 | 6 |
| Gyirmót       | 2 | 1  | 0 | 1 | 7  | 5  | +2 | 3 |
| Győri ETO     | 2 | 0  | 0 | 2 | 5  | 9  | –4 | 0 |

| Mérkőzések              | Mérkőzések |
| ----------------------- | ---------- |
| Debreceni VSC–Gyirmót   | 2 – 1      |
| Győri ETO–Gyirmót       | 3 – 6      |
| Debreceni VSC–Győri ETO | 3 – 2      |

### B csoport
| Csapat               | M | Gy | D | V | G+ | G– | Gk | P |
| -------------------- | - | -- | - | - | -- | -- | -- | - |
| Diósgyőri VTK        | 2 | 1  | 0 | 1 | 9  | 9  | 0  | 3 |
| Vasas                | 2 | 1  | 0 | 1 | 7  | 7  | 0  | 3 |
| Szombathelyi Haladás | 2 | 1  | 0 | 1 | 6  | 6  | 0  | 3 |

| Mérkőzések                         | Mérkőzések |
| ---------------------------------- | ---------- |
| Diósgyőri VTK–Vasas                | 6 – 4      |
| Vasas–Szombathelyi Haladás         | 3 – 1      |
| Diósgyőri VTK–Szombathelyi Haladás | 3 – 5      |

### Elődöntők
| 2011. január 30. 16:48 |

| Debreceni VSC                       | 3–0               | Vasas |
| ----------------------------------- | ----------------- | ----- |
| Mijadinoszki 4' Kabát 16' Dombi 23' | (1–0) Jegyzőkönyv |       |

|  |

| 2011. január 30. 17:20 |

| Diósgyőri VTK                    | 3–3               | Gyirmót                           |
| -------------------------------- | ----------------- | --------------------------------- |
| Gal 5' Menougong 10' Faggyas 12' | (3–1) Jegyzőkönyv | Laki 2' Szabó 15' Baumgartner 24' |
| Büntetőpárbaj                    |                   |                                   |
| Lippai Dobos Gohér               | 3–2               | Tóth B. Kozmér Baumgartner        |

|  |

### Bronzmérkőzés
| 2011. január 30. 17:52 |

| Vasas                             | 3–5               | Gyirmót                              |
| --------------------------------- | ----------------- | ------------------------------------ |
| Németh 10' Ferenczi 14' Lázok 19' | (1–2) Jegyzőkönyv | Laki 3' 12' 18' Tóth N. 13' Kiss 24' |

|  |

### Döntő
| 2011. január 30. 18:24 |

| Debreceni VSC                                 | 4–2               | Diósgyőri VTK                             |
| --------------------------------------------- | ----------------- | ----------------------------------------- |
| Kabát 4' Balajti 12' Czvitkovics 14' Bódi 23' | (2–1) Jegyzőkönyv | Gohér 8' Vadász 18' Lippai 9' Faggyas 14' |

|  |

## Végeredmény
Az első négy helyezett utáni sorrend nem tekinthető hivatalosnak, mivel ezekért a helyekért nem játszottak mérkőzéseket. Ezért e helyezések meghatározása a következők szerint történt:
1. több szerzett pont
2. jobb gólkülönbség
3. több szerzett gól
4. név

| Helyezés | Csapat                | M | Gy | D | V | G+ | G– | Gk | P  |
| -------- | --------------------- | - | -- | - | - | -- | -- | -- | -- |
| .        | Debreceni VSC         | 4 | 4  | 0 | 0 | 12 | 5  | +7 | 12 |
| .        | Diósgyőri VTK         | 7 | 2  | 3 | 2 | 20 | 19 | +1 | 9  |
| .        | Gyirmót               | 7 | 4  | 2 | 1 | 22 | 14 | +8 | 14 |
| 4..      | Vasas                 | 7 | 3  | 1 | 3 | 19 | 20 | –1 | 10 |
|          |                       |   |    |   |   |    |    |    |    |
| 5..      | Szombathelyi Haladás  | 5 | 3  | 1 | 1 | 16 | 11 | +5 | 10 |
| 6..      | Győri ETO             | 5 | 2  | 0 | 3 | 12 | 15 | –3 | 6  |
|          |                       |   |    |   |   |    |    |    |    |
| 7..      | Lombard Pápa          | 2 | 1  | 0 | 1 | 10 | 6  | +4 | 3  |
| 8..      | Nyíregyháza Spartacus | 2 | 1  | 0 | 1 | 7  | 4  | +3 | 3  |
| 9..      | Újpest                | 2 | 1  | 0 | 1 | 4  | 3  | +1 | 3  |
| 10..     | Szolnoki MÁV          | 2 | 1  | 0 | 1 | 3  | 2  | +1 | 3  |
| 11..     | BFC Siófok            | 2 | 1  | 0 | 1 | 6  | 6  | 0  | 3  |
| 12..     | Ferencváros           | 2 | 1  | 0 | 1 | 3  | 3  | 0  | 3  |
| 13..     | Kecskeméti TE         | 2 | 1  | 0 | 1 | 4  | 5  | –1 | 3  |
| 14..     | Tatabánya             | 2 | 0  | 2 | 0 | 5  | 5  | 0  | 2  |
| 15..     | Dunakanyar-Vác        | 2 | 0  | 1 | 1 | 5  | 8  | –3 | 1  |
| 16..     | Pécsi MFC             | 2 | 0  | 1 | 1 | 3  | 7  | –4 | 1  |
| 17..     | REAC                  | 2 | 0  | 0 | 2 | 2  | 5  | –3 | 0  |
| 18..     | MTK Budapest          | 2 | 0  | 0 | 2 | 1  | 8  | –7 | 0  |
| 19..     | KITE–Szeged           | 2 | 0  | 0 | 2 | 3  | 11 | –8 | 0  |